# أديب الممالك الفراهاني
أديب الممالك الفراهاني (1277 - 1336 هـ / 1860 - 1917 م) هو أديب وشاعر إيراني. ولد في منطقة كازران (من ضواحي فراهان) وتوفي في طهران.
له ديوان شعر، حققه مجتبى فيروز آبادي الفراهاني ونشر في طهران (منشورات فردوس - 2002 م).